# Militaire patrouille op de Olympische Winterspelen 1928

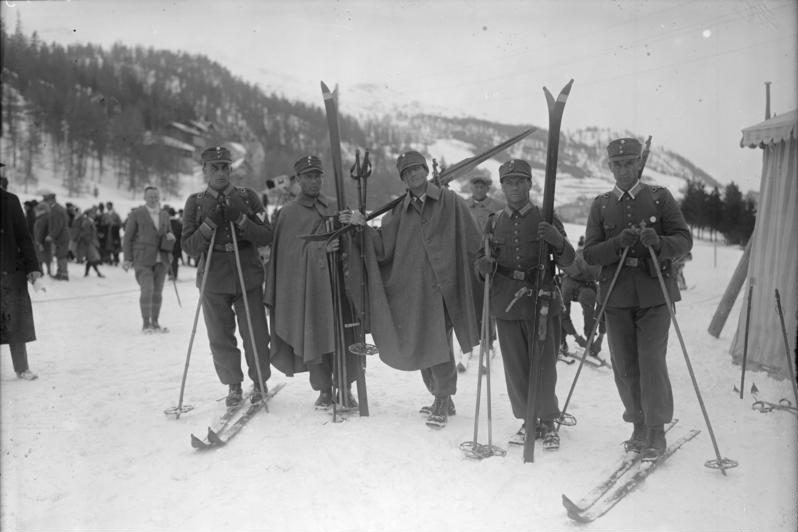
Militaire patrouille op de Olympische Winterspelen 1928

Militaire patrouille is een van de sporten die beoefend werden tijdens de Olympische Winterspelen 1928 in St. Moritz.
Het ging hierbij om een demonstratiesport. Er werden geen medailles toegekend.

## Heren
| Rang | Sporter(s)                                                             | Land | Tijd      |
| ---- | ---------------------------------------------------------------------- | ---- | --------- |
| 1    | Ole Imerslund Reistad Leif Skagnæs Ole Stenen Reidar Ødegaard          | NOR  | 3:50:45.0 |
| 2    | Eino Kuvaja Kalle Tuppurainen Esko Järvinen Veikko Ruotsalainen        | FIN  | 3:54:37.0 |
| 3    | Fritz Kuhn Hugo Lehner Otto Furrer Anton Julen                         | SUI  | 3:55:04.0 |
| 4    | Enrico Silvestri Daniele Pellissier Erminio Confortola Piero Maquignaz | ITA  | 4:07:30.0 |
| 5    | Franz Raithel Stefan Kistler Josef Rehm Ludwig Mayer                   | GER  | 4:15:02.5 |
| 6    | Otakar Německý Josef Klouček Jan Bedřich Robert Möhwald                | TCH  | 4:15:07.5 |
| 7    | Zbigniew Wóycicki Władysław Żytkowicz Bronisław Czech Tadeusz Zaydel   | POL  | 4:33:45.0 |
| 8    | Ion Zǎgǎnescu Ioan Rucǎreanu Constantin Pascu Toma Calista             | ROU  | 5:00:16.0 |
| 9    | Marcel Pourchier R. Mandrillon R. Gindre M. Perrier                    | FRA  | 5:20:26.0 |